# 上毛電気鉄道デハ160型電車
上毛電気鉄道デハ160型電車（じょうもうでんきてつどうでは160がたでんしゃ）は、かつて上毛電気鉄道に在籍していた電車。1956年（昭和31年）に譲り受けた西武鉄道モハ201形モハ203がその前身で、1960年（昭和35年）に鋼体化改造を施工したものである。
本項では本形式の他、一連の鋼体化改造によって同一の車体となった（デハ800型・クハ60型・クハ300型・クハ1060型）、もしくは同一の車体で新製された（デハ170型・デハ180型）全ての形式について記述する。

## 概要
上毛電気鉄道では戦時中から1950年代半ばにかけて、増加しつつあった利用客に対応し輸送力増強を図るため大量の中古車を購入しているが、その中には従来車よりもはるかに見劣りする老朽木造車が多く含まれていた。しかしこれは資材不足等に起因する車両製造に関する各種制約が厳しい中、急増する需要に対応するためには止むを得ない措置であった。
輸送力増強が一段落した後、それら木造車の更新・鋼体化が計画されたのはいわば必然であり、結果1958年（昭和33年）から1963年（昭和38年）にかけて登場したのが本グループである。鋼体化改造と同時に車体が延長・大型化されたことで更なる輸送力増強に寄与しており、また増備の途上では鋼体化改造車と同一の車体で新製された車両も登場した。なお、本グループの鋼体化改造および新製は全て西武所沢車両工場で行われ、そのためか同時期に製造されていた西武鉄道の通勤形車両との相似点が随所に見受けられる。

### 車体
本グループはその出自から、種車の台枠を延長改造した上で車体を新製したものと台枠から新製したものに二分されるが、完成した車体は車体長18,000mm、車体幅2,755mmで統一されている。デハは両運転台車、クハは中央前橋向きの片運転台車で、デハの中央前橋寄り正面とクハの西桐生寄り連結面に貫通扉・貫通路を備え、それぞれ反対側正面は正面3枚窓の非貫通構造とされている。運転台は従来車と同じく右側に設置され、ノーシルノーヘッダー構造の車体に片側3ヶ所の1,100mm幅片開客用扉を備える。また、雨樋が側面から正面まで車体全周に渡って通されており、正面部分の雨樋が緩やかな曲線を描いていること等、西武クハ1411形に類似した設計となっている。窓配置はデハがd1D5D5D1d（D：客用扉、d：乗務員扉）、クハがd1D5D5D2であり、乗務員扉の数を除けば両者の窓配置はほぼ同一である。ただし、西桐生寄り客用扉の引き込み方向がデハは車体中央方向であるのに対し、クハは車端方向である点が異なっていた。側窓は二段上昇式で、全車製造当初からアルミ無塗装窓枠を装備している。ベンチレーターはガーランド型で、うち2個は大型の特殊形状のものを搭載し、その直下に車内送風機としてファンデリアが設置された。
以降、1962年（昭和37年）に竣工したデハ800型（801）まで、一部の設計変更を除いて同一形態で製造されたが、1963年（昭和38年）に竣工したデハ180型（181）では、当時西武所沢工場にて新製増備中であった西武701系の設計意匠が数多く取り入れられた。車体長・車体幅といった諸元は他車と同一であったが、側面から屋根にかけての断面形状が西武701系と同一となり、雨樋位置が若干上昇したことで印象に変化が生じている。客用扉はアルミハニカム構造の1,300mm幅両開扉で、側窓や戸袋窓、乗務員扉といった部品と併せて西武701系と同一品が使用された。これら仕様変更によって窓配置もd1D3D3D1d（D：客用扉、d：乗務員扉、戸袋窓は省略）と変化している。また、ベンチレーターがグローブ型に変更され、車内送風機はファンデリアに代わって扇風機が搭載された。正面形状については他車と変わりないが、前後正面ともに貫通構造とされたことが特徴であった。
なお、上毛電気鉄道のかつての標準塗装として知られた黄色一色塗りは、デハ181がこの塗装で竣工したことが起源であり、他車も従来の茶色一色塗りから順次塗装変更が行われている。

### 主要機器
単位スイッチ式手動進段制御器とウェスティングハウス（WH）製WH556J型主電動機、もしくはWH556J型の国内コピー製品である芝浦製作所（現東芝）製SE132B型主電動機の組み合わせで、いずれも上毛電気鉄道における標準品である。駆動方式は吊り掛け駆動、歯車比は3.045（22:67）である。ただし、モハ801のみは芝浦製SE139型主電動機を搭載し、歯車比も3.0（20:60）と異なっていた。制動装置はSME直通空気ブレーキで統一されており、本グループ同士はもちろんのこと、従来車との併結も可能であった。台車は形式こそ異なるものの全車釣り合い梁式台車で、鋼体化改造車は種車から引き継いだものを、新製車については西武所沢工場手持ちの台車をそれぞれ装備している。しかし、検査等の際には他車と台車を振替えられることがあり、特に晩年は竣工時と異なる台車を装備していた車両も少なからず存在した。

## 形式別概論
前述のように鋼体化改造及び車体新製によってほぼ同一の車体を持つことになった本グループであるが、その出自は様々であった。以下、形式別並びに登場年代順にその概要を述べる。

### クハ60型
- クハ61

1958年（昭和33年）に本グループの第一号として登場。成田鉄道の木造客車ホハニ2を1943年（昭和19年）に譲り受け、付随車として使用の後、1947年（昭和22年）に車体補強・制御車化の上使用していた旧クハ61を鋼体化したものである。旧台枠を延長の上再用しており、台車も種車のTR11型をそのまま装備する。

### クハ300型
- クハ301

1959年（昭和34年）5月登場。種車は国鉄サハ25形サハ25011を1949年（昭和24年）に借入し、1951年（昭和26年）に正式譲渡された旧クハ301である。なお、正式譲渡前年の1950年（昭和25年）には制御車化改造が施工されていた。鋼体化に際してはクハ61と同じく旧台枠を延長の上再用している。台車はTR10型を装備する。

### デハ170型
- デハ171

1959年（昭和34年）9月登場。デハ11を電装解除・クハ化して捻出した電装品と新製車体を組み合わせたもので、新製扱いで竣工している。なお、同車から正面窓がアルミサッシからHゴム固定に改められた。台車は西武所沢工場手持ちのブリル27MCB2型を両抱き式ブレーキに改造したものを装備する。

### デハ160型
- デハ161

1960年（昭和35年）登場。冒頭で述べた通り、西武モハ201形モハ203を1956年（昭和31年）に譲り受けた旧デハ161が種車である。入線に際しては西武所沢工場において屋根のシングルルーフ化、室内灯の蛍光灯化、放送装置取り付けが施工されるなど、相当手を加えられていたが、高経年の木造車体であるため痛みの進行が早く、わずか4年後には再び同工場に鋼体化のため入場したという経歴を持つ。なお、同車は鋼体化名義でありながら台枠は種車から流用しておらず、台車のみ種車から引き継いだTR14型を装備する。

### クハ1060型
- クハ1061

1961年（昭和36年）登場。西武クハ1251形クハ1256を譲り受けた旧クハ1061が種車であり、上記旧デハ161とともに1956年（昭和31年）に入線したものである。入線に際しては旧デハ161に準じた各種近代化改造を施工していたが、同車もデハ161同様の理由で鋼体化の対象となった。鋼体化に当たっては車体は台枠ごと新製され、旧台枠は近江鉄道クハ1212の製造に際して再用されている。車体外観は片運転台であること以外デハ161・デハ171とほぼ同一であるが、正面ワイパーの取り付け位置が窓左側から窓下部に改められ、それに伴い正面窓の形状に変化が生じている。台車はTR11型を装備する。

### デハ800型
- デハ801

1962年（昭和37年）登場。国鉄モハ1100形モハ1101を1955年（昭和30年）に譲り受けた旧デハ801が種車である。同車は信濃鉄道（後の大糸線）が1925年（大正14年）の電化に際して新製した木造車デハ1形デハ2で、信濃鉄道の国有化後も同線を離れることなく使用されていたものである。鋼体化改造に際しては旧台枠を延長の上再用し、台車はデハ171と同一のブリル27MCB2型を両抱き式ブレーキに改造したものを装備するが、こちらは鋼体化以前から装備していたものである。

### デハ180型
- デハ181

1963年（昭和38年）登場。同車も種車は存在せず、新製扱いで竣工している。前述の通り車体周りに大幅な設計変更が加えられているが、性能は他車と同一であり、何ら区別されることなく使用された。電装品は予備品を捻出して充当しており、台車は西武所沢工場手持ちのKS30L型を装備する。

## その後の経緯
登場後は特に大きな改造を受けることなく、収容力の大きさから主力車両として使用されてきた本グループであったが、1977年（昭和52年）から1980年（昭和55年）にかけて西武鉄道からクモハ351形及びクハ1411形を譲り受けて230型として導入し、雑多な従来車を淘汰して車種の統一を図ることとなった。本グループはそれらよりも車齢が若かったものの、他の従来車とともに淘汰対象となり、1981年（昭和56年）までに全車廃車となった。廃車後デハ181を始めとして数両が大胡等で倉庫代用として使用されていたが、現在は全て解体処分されて姿を消している。
こうして他車が処分されていく中、デハ161は西新井工場の入換車として東武鉄道に譲渡された。これは同工場の入換車として使用されていたモハ1100形モハ1105（元大正13年系デハ1形）が保存のため廃車となることが決まり、その代替車を探していた東武が、折りしも同時期に廃車となった同車に目を付けたものであった。譲渡後、車体色をセイジクリーム一色に塗り替えた他、前後の運転台を左側に移設した上で就役したが、用途が工場内入換車であったため車籍が与えられることはなかった。後年東武通勤車の新塗装の試験塗装が施されるなど、入換車という地味な存在ながら話題をさらったこともあったが、1985年（昭和60年）にはその役割を終え、解体された。